# Bi-a tại Đại hội Thể thao Đông Nam Á 2021
Bi-a tại Đại hội Thể thao Đông Nam Á 2021 được tổ chức từ ngày 14 đến 22 tháng 05 năm 2022 tại Hà Nội, Việt Nam.

## Nội dung thi đấu
Môn Bi-a tại Đại hội Thể thao Đông Nam Á 2021 được tổ chức 10 nội dung (8 nội dung nam và 2 nội dung nữ) như sau:
- Đơn Pool 9-ball: Nam, nữ
- Đơn Pool 10-ball: Nam, nữ
- Đơn Snooker: Nam
- Đơn Snooker 6 - Red: Nam
- Đơn English Billiard: Nam
- Đôi English Billiard: Nam
- Đơn Carom 1 băng: Nam
- Đơn Carom 3 băng: Nam

## Các quốc gia tham dự
- Lào
- Indonesia
- Malaysia
- Myanmar
- Philippines
- Singapore
- Thái Lan
- Việt Nam

## Chương trình thi đấu
| Ngày  | Giờ   | Nội dung                                     | Vòng           |
| ----- | ----- | -------------------------------------------- | -------------- |
| 14/05 | 10:00 | Đơn nam Pool 9, Snooker 6-Red                | Vòng loại      |
| 14/05 | 13:00 | Đơn nam Pool 9, Snooker 6-Red                | Vòng loại      |
| 14/05 | 16:00 | Đơn nam Pool 9, Snooker 6-Red                | Vòng loại      |
| 14/05 | 19:00 | Đơn nam Pool 9, Snooker 6-Red                | Vòng loại      |
| 15/05 | 10:00 | Đơn nam Pool 10, Snooker 6-Red               | Vòng loại      |
| 15/05 | 13:00 | Đơn nam Pool 10, Snooker 6-Red               | Vòng loại      |
| 15/05 | 16:00 | Đơn nam Pool 10, Snooker 6-Red               | Vòng loại      |
| 15/05 | 19:00 | Đơn nam Pool 10, Snooker 6-Red               | Chung kết      |
| 16/05 | 10:00 | Đơn nam English, Carom 1 băng, Đơn nữ Pool 9 | Vòng loại      |
| 16/05 | 13:00 | Đơn nam English, Carom 1 băng, Đơn nữ Pool 9 | Vòng loại      |
| 16/05 | 16:00 | Đơn nam English, Carom 1 băng, Đơn nữ Pool 9 | Vòng loại      |
| 16/05 | 19:00 | Đơn nam English, Carom 1 băng, Đơn nữ Pool 9 | Vòng loại      |
| 17/05 | 10:00 | Đơn nam English, Carom 1 băng, Đơn nữ Pool 9 | Vòng loại      |
| 17/05 | 13:00 | Đơn nam English, Carom 1 băng, Đơn nữ Pool 9 | Vòng loại      |
| 17/05 | 16:00 | Đơn nam English, Carom 1 băng, Đơn nữ Pool 9 | Vòng loại      |
| 17/05 | 19:00 | Đơn nam English, Carom 1 băng, Đơn nữ Pool 9 | Chung kết      |
| 18/05 | 10:00 | Đôi nam English, Đơn nữ Pool 10              | Vòng loại      |
| 18/05 | 13:00 | Đôi nam English, Đơn nữ Pool 10              | Vòng loại      |
| 18/05 | 16:00 | Đôi nam English, Đơn nữ Pool 10              | Vòng loại      |
| 18/05 | 19:00 | Đôi nam English, Đơn nữ Pool 10              | Vòng loại      |
| 19/05 | 10:00 | Đôi nam English, Đơn nữ Pool 10              | Vòng loại      |
| 19/05 | 13:00 | Đôi nam English, Đơn nữ Pool 10              | Vòng loại      |
| 19/05 | 16:00 | Đôi nam English, Đơn nữ Pool 10              | Vòng loại      |
| 19/05 | 19:00 | Đôi nam English, Đơn nữ Pool 10              | Chung kết      |
| 20/05 | 10:00 | Đơn nam Snooker, Carom 3 băng, Pool 10       | Vòng loại      |
| 20/05 | 13:00 | Đơn nam Snooker, Carom 3 băng, Pool 10       | Vòng loại      |
| 20/05 | 16:00 | Đơn nam Snooker, Carom 3 băng, Pool 10       | Vòng loại      |
| 20/05 | 19:00 | Đơn nam Snooker, Carom 3 băng, Pool 10       | Vòng loại      |
| 21/05 | 10:00 | Đơn nam Snooker, Carom 3 băng, Pool 10       | Vòng loại      |
| 21/05 | 13:00 | Đơn nam Snooker, Carom 3 băng, Pool 10       | Vòng loại      |
| 21/05 | 16:00 | Đơn nam Snooker, Carom 3 băng, Pool 10       | Vòng loại      |
| 21/05 | 19:00 | Đơn nam Snooker, Carom 3 băng, Pool 10       | Chung kết      |
| 22/05 | 10:00 | Đơn nam Snooker, Carom 3 băng, Pool 10       | Vòng loại      |
| 22/05 | 15:00 | Đơn nam Snooker, Carom 3 băng, Pool 10       | Vòng chung kết |
| 22/05 | 18:00 | Bế mạc                                       |                |

Lịch thi đấu có thể thay đổi dựa vào đăng ký thi đấu.

## Bốc thăm và hạt giống
Lễ bốc thăm được thông báo cụ thể và dưới sự giám sát của Quan chức kỹ thuật quốc tế, đại diện Ban tổ chức, các phóng viên. Hạt giống của các nội dung dựa trên kết quả thi đấu tại SEA Games 30, 2019 cụ thể:
| Nội dung             | Vàng  | Bạc   | Đồng  | Đồng  |
| -------------------- | ----- | ----- | ----- | ----- |
| Pool 9-ball nam      | MYA   | VIE   | SGP   | SGP   |
| Pool 10-ball nam     | PHI   | VIE   | INA   | SGP   |
| Pool 9- ball nữ      | PHI   | PHI   | THA   | SGP   |
| Pool 10- ball nữ     | PHI   | PHI   | MYA   | MYA   |
| Carom 1 băng         | VIE   | VIE   | PHI   | PHI   |
| Snooker              | THA   | MAS   | PHI   | LAO   |
| English Billiard đơn | SGP   | MYA   | VIE   | THA   |
| Snooker 6-Red        | Tự do | Tự do | Tự do | Tự do |
| Carom 3 băng         | Tự do | Tự do | Tự do | Tự do |
| English Billiard đôi | Tự do | Tự do | Tự do | Tự do |

## Bảng tổng sắp huy chương
| Hạng               | Đoàn               | Vàng | Bạc | Đồng | Tổng số |
| ------------------ | ------------------ | ---- | --- | ---- | ------- |
| 1                  | Philippines (PHI)  | 4    | 4   | 2    | 10      |
| 2                  | Việt Nam (VIE)     | 2    | 2   | 4    | 8       |
| 3                  | Singapore (SGP)    | 1    | 2   | 4    | 7       |
| 4                  | Malaysia (MAS)     | 1    | 1   | 1    | 3       |
| 4                  | Myanmar (MYA)      | 1    | 1   | 1    | 3       |
| 6                  | Thái Lan (THA)     | 1    | 0   | 8    | 9       |
| Tổng số (6 đơn vị) | Tổng số (6 đơn vị) | 10   | 10  | 20   | 40      |

### Danh sách huy chương
| Nội dung                  | Vàng                                             | Bạc                                | Đồng                                                        |
| ------------------------- | ------------------------------------------------ | ---------------------------------- | ----------------------------------------------------------- |
| Giải Đơn Pool 9 bi nam    | Johann Chua · Philippines                        | Carlo Biado · Philippines          | Aloysius Yapp · Singapore                                   |
| Giải Đơn Pool 9 bi nam    | Johann Chua · Philippines                        | Carlo Biado · Philippines          | Toh Lian Han · Singapore                                    |
| Giải Đơn Pool 9 bi nữ     | Rubilen Amit · Philippines                       | Jessica Tan · Singapore            | Bùi Xuân Vàng · Việt Nam                                    |
| Giải Đơn Pool 9 bi nữ     | Rubilen Amit · Philippines                       | Jessica Tan · Singapore            | Nguyễn Bích Trâm · Việt Nam                                 |
| Giải Đơn Pool 10 bi nam   | Carlo Biado · Philippines                        | Johann Chua · Philippines          | Aloysius Yapp · Singapore                                   |
| Giải Đơn Pool 10 bi nam   | Carlo Biado · Philippines                        | Johann Chua · Philippines          | Toh Lian Han · Singapore                                    |
| Giải Đơn Pool 10 bi nữ    | Rubilen Amit · Philippines                       | Chezka Centeno · Philippines       | Pennipa Nakjui · Thái Lan                                   |
| Giải Đơn Pool 10 bi nữ    | Rubilen Amit · Philippines                       | Chezka Centeno · Philippines       | Bùi Xuân Vàng · Việt Nam                                    |
| Giải Đơn Snooker          | Wattana Pu-Ob-Orm · Thái Lan                     | Lim Kok Leong · Malaysia           | Aung Phyo · Myanmar                                         |
| Giải Đơn Snooker          | Wattana Pu-Ob-Orm · Thái Lan                     | Lim Kok Leong · Malaysia           | Passakorn Suwannawat · Thái Lan                             |
| Giải Đơn Snooker 6 - Red  | Lim Kok Leong · Malaysia                         | Jeffrey Roda · Philippines         | Moh Keen Hoo · Malaysia                                     |
| Giải Đơn Snooker 6 - Red  | Lim Kok Leong · Malaysia                         | Jeffrey Roda · Philippines         | Suchakree Poomjang · Thái Lan                               |
| Giải Đơn English Billiard | Pauk Sa · Myanmar                                | Peter Edward Gilchrist · Singapore | Praprut Chaithanasakun · Thái Lan                           |
| Giải Đơn English Billiard | Pauk Sa · Myanmar                                | Peter Edward Gilchrist · Singapore | Yuttapop Pakpoj · Thái Lan                                  |
| Giải Đôi English Billiard | Singapore · Yi Wei Puan · Peter Edward Gilchrist | Myanmar · Pauk Sa · Min Si Thu Tun | Thái Lan · Praprut Chaithanasakun · Thawat Sujaritthurakarn |
| Giải Đôi English Billiard | Singapore · Yi Wei Puan · Peter Edward Gilchrist | Myanmar · Pauk Sa · Min Si Thu Tun | Việt Nam · Nguyễn Thanh Bình · Trần Lê Anh Tuấn             |
| Giải Đơn Carom 1 băng     | Nguyễn Trần Thanh Tự · Việt Nam                  | Phạm Quốc Tuấn · Việt Nam          | Francisco Dela Cruz · Philippines                           |
| Giải Đơn Carom 1 băng     | Nguyễn Trần Thanh Tự · Việt Nam                  | Phạm Quốc Tuấn · Việt Nam          | Efren Reyes · Philippines                                   |
| Giải Đơn Carom 3 băng     | Trấn Quyết Chiến · Việt Nam                      | Nguyễn Đức Anh Chiến · Việt Nam    | Suriya Suwannasingh · Thái Lan                              |
| Giải Đơn Carom 3 băng     | Trấn Quyết Chiến · Việt Nam                      | Nguyễn Đức Anh Chiến · Việt Nam    | Sompol Saetang · Thái Lan                                   |